# Dmytro Bojko (szermierz)
Dmytro Wiktorowycz Bojko (ukr. Дмитро Вікторович Бойко, ur. 16 stycznia 1986 w Niecieszynie) – ukraiński szablista, dwukrotny medalista mistrzostw świata.
W 2003 roku zdobył złoty medal w indywidualnej rywalizacji kadetów na mistrzostwach świata juniorów w Trapani. Na rozgrywanych rok później mistrzostwach świata juniorów w Płowdiwie zdobył srebro drużynowo i brąz indywidualnie. Wyniki te powtórzył na mistrzostwach świata juniorów w Linzu w 2005 roku. Ponadto wywalczył złoty medal indywidualnie i srebrny drużynowo na mistrzostwach świata juniorów w Taebaek w 2006 roku.
Podczas mistrzostw świata w Hawanie w 2003 roku Ukraińcy w składzie: Dmytro Bojko, Wołodymyr Łukaszenko, Ołeh Szturbabin i Władysław Tretiak zdobyli brązowy medal w zawodach drużynowych. W tej samej konkurencji zdobył również srebrny medal mistrzostwach świata w Turynie w 2006 roku. Był też między innymi czwarty drużynowo na mistrzostwach świata w Lipsku w 2005 roku i mistrzostwach świata w Petersburgu w 2007 roku.
Wystartował na igrzyskach olimpijskich w Londynie w 2012 roku, gdzie w turnieju indywidualnym był siedemnasty. Był to jego jedyny start olimpijski.
Zdobył srebro drużynowo na mistrzostwach Europy w Lipsku w 2010 roku. Ponadto zajął drużynowo trzecie miejsce na mistrzostwach Europy w Zagrzebiu w 2013 roku.